# قارئ رقمي

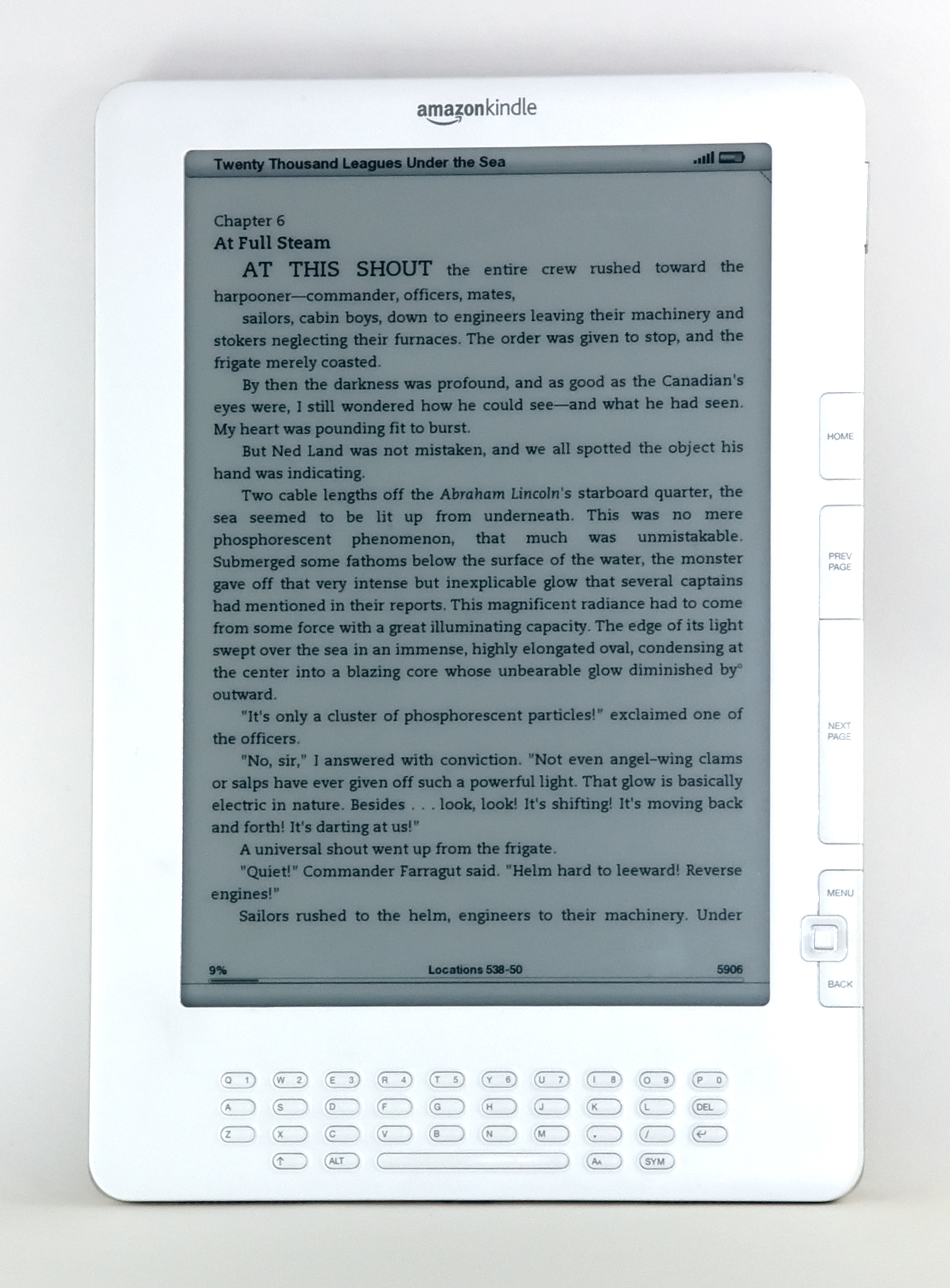
كيندل دي إكس

قارئ الكتاب الإلكتروني أو القارئ الرقمي أو القارئ الإلكتروني هو جهاز إلكتروني يستخدم لعرض وقراءة البيانات (كتب، مستندات، صور..إلخ) التي تكون على صيغة إلكترونية مثل (ملفات PDF وكتاب النشر الإلكتروني) والتي تسمى عادة بالكتب الإلكترونية. الجهاز يعتمد تقنية الورق الإلكتروني لكي يكون عرض المعلومات على الشاشة أقرب إلى الورق الحقيقي، وكذلك تساعد الجهاز على البقاء مدة طويلة دون الحاجة إلى طاقة كهربائية...

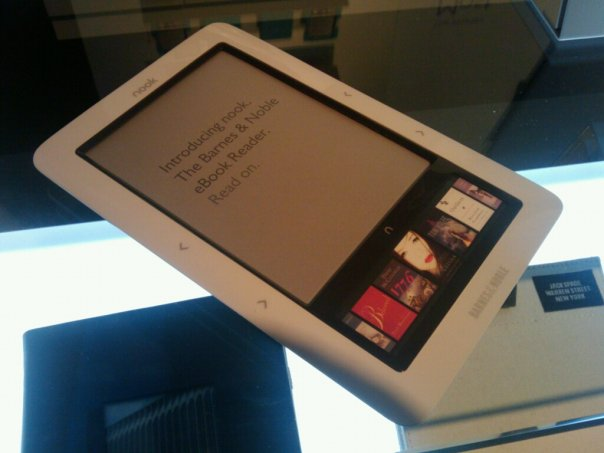
نوك من شركة بارنز أند نوبل

## الإمكانيات
تتفاوت الطرازات الموجودة فيما بينها في الإمكانيات. لكن عموماً باستخدام الأجهزة المتواجدة حالياً يستطيع المرء أن يقرأ على الجهاز كتاباً من 5000 صفحة ـ على الأقل ـ دون الحاجة إلى شحن للطاقة.

## المميزات
- تعتمد أجهزة القارئات الإلكترونية على تقنية تسمى الحبر الإلكتروني، والتي تمنع إجهاد العين الحاصل من الشاشات المضيئة، وتستهلك الحد الأدنى من الطاقة.
- سعة الذاكرة: يستطيع الجهاز تخزين المئات من الصور والكتب الإلكترونية والمواد الصوتية.
- قارئ الكتاب الإلكتروني هو من أقرب الأجهزة إلى الورق أو الكتاب التقليدي بسبب اعتماده على تقنية الورق الإلكتروني.
- الوزن والحجم الصغيران مقارنةً بالكتاب التقليدي.

## السلبيات
- لا يدعم اللغة العربية ضمن الملفات النصية في وقتنا الحالي، عدا جهاز بووكس من شركة Onyx وجهاز pocketbook من شركة بوكيت بوك، أما البقية فيجب استخدام الملفات العربية بصيغة نسق المستندات المنقولة لقراءتها.
- يحتوي على لون واحد فقط وهو الأسود بتدرجاته (16 درجة).

## قارئات تجارية
هذه قائمة لمجموعة من أهم قارئات الكتب الإلكترونية:
- كيندل (من شركة أمازون دوت كوم)
- نوك (من شركة بارنز أند نوبل)
- قارئ سوني (من شركة سوني)
- قارئ الكتب Cybook Gen3 (من شركة Bookeen)
- قارئ بووكس من شركة Onyx.
- قارئ الكتب eBookwise-1150 (من شركة eBookwise)
- قارئ eBookman (من شركة فرانكلين للنشر الإلكتروني)
- قارئ iLiad (من شركة iRex)
- قارئ بوكيت بوك (من شركة pocketbook)